# Murray Sutherland
Pour les articles homonymes, voir Sutherland.
Murray Sutherland est un boxeur écossais né le 10 avril 1954 à Édimbourg.

## Carrière
Champion des États-Unis des mi-lourds en 1980, il échoue pour le titre mondial WBC face à Matthew Saad Muhammad en 1981 puis pour le titre WBA contre Michael Spinks l'année suivante. Sutherland tente alors sa chance en super-moyens, nouvelle catégorie de poids reconnue par les fédérations internationales, et devient ainsi le premier champion du monde IBF le 28 mars 1984 après sa victoire aux points aux dépens d'Ernie Singletary. Il est en revanche battu dès le combat suivant par Chong-Pal Park le 22 juillet 1984 mais il s'empare du titre Américain des super-moyens quelques mois plus tard et jusqu'au 25 février 1986, date à laquelle il perd contre Lindell Holmes et décide de mettre un terme à sa carrière.